# Міжнародна леді
Міжнародна леді (англ. International Lady) — американський пригодницький трилер режисера Тіма Вілана 1941 року.

## Сюжет
Американський оперативник у Великій Британії і його колега з Скотленд-ярду підозрюють красиву співачку Карлу Нільсон у шпигунстві. Вони спритно розгадують її код в пісні, після чого вони відстежують її з Лондона в Лісабон, потім до Нью-Йорка, де вони зустрічають багатого виробника цукерок, який є, насправді, диверсантом.

## У ролях
- Джордж Брент — Тім Хенлі
- Ілона Мессі — Карла Нільсон
- Безіл Ретбоун — Реджі Олівер
- Джин Локхарт — Сідні Грюннер
- Джордж Зукко — Вебстер
- Френсіс П'єрло — доктор Роуен
- Мартін Кослек — Брунер
- Чарльз Д. Браун — Тетлов
- Мерджорі Гатесон — Берта Грюннер
- Лейланд Ходжсон — сержант Мултон
- Клейтон Мур — Денбі
- Фредерік Ворлок — сер Генрі
- Джек Мулхолл — співробітник ресепшн
- Ральф Данн — Дон